# ブバカル・バリー
ブバカル・バリー（Boubacar Barry, 1979年12月30日 - ）は、コートジボワール・アビジャン出身の元サッカー選手。コートジボワール代表であった。現役時代のポジションはGK。
クラブではCopaという愛称で呼ばれるが、コートジボワール代表では本名で呼ばれる。

## 経歴

### クラブ
ASECミモザでキャリアをスタートさせた時はミッドフィールダーだったが、その後ゴールキーパーにポジションを変更した。2000年にフランスのスタッド・レンヌに移籍し、ペトル・チェフの控えを務めた。2003年に移籍したKSKベフェレンで飛躍し、2007年にはKSCロケレンに移籍した。2008-09シーズンにはリーグの最優秀ゴールキーパー賞を受賞した。2009-10シーズン開幕戦はレギュラーとして迎えたが、10月に足を疲労骨折して手術を行い、そのためにユーゴスラフ・ラジッチにポジションを奪われた。2010年1月のアフリカネイションズカップで復帰したが、準々決勝のアルジェリア戦でロスタイムに2失点して敗退の要因となったことから批判を浴びた。2月6日のKVメヒェレン戦でリーグ戦にも復帰した。

### 代表
2000年6月18日、チュニジア戦でコートジボワール代表デビューした。2006 FIFAワールドカップに出場し、グループリーグ最終戦のセルビア・モンテネグロ戦に出場して3-2で勝利した。2008年5月にはキリンカップのために来日したが、日本戦には出場していない。2010年はじめの短期間、コートジボワール代表は監督不在だったが、3月にスヴェン＝ゴラン・エリクソン監督が就任すると、バリーも引き続き代表に選ばれた。2010年5月、2010 FIFAワールドカップ本大会に出場する23人のメンバーに選ばれた。初戦のポルトガル戦は無失点に抑えたが、2戦目のブラジル戦では3失点した。

## 所属クラブ
- 1999-2000  ASECミモザ
- 2000-2003  スタッド・レンヌFC
- 2003-2007  KSKベフェレン
- 2007-2017  KSCロケレン
- 2017-2019  OHルーヴェン

## 代表歴

### 出場大会
- コートジボワール代表
  - 2006 FIFAワールドカップ
  - 2010 FIFAワールドカップ
  - 2014 FIFAワールドカップ

### 試合数
- 国際Aマッチ 87試合 0得点（2000年-2015年）[5]

| コートジボワール代表 | 国際Aマッチ | 国際Aマッチ |
| 年                   | 出場        | 得点        |
| -------------------- | ----------- | ----------- |
| 2000                 | 1           | 0           |
| 2001                 | 1           | 0           |
| 2002                 | 0           | 0           |
| 2003                 | 0           | 0           |
| 2004                 | 0           | 0           |
| 2005                 | 2           | 0           |
| 2006                 | 6           | 0           |
| 2007                 | 7           | 0           |
| 2008                 | 14          | 0           |
| 2009                 | 8           | 0           |
| 2010                 | 11          | 0           |
| 2011                 | 5           | 0           |
| 2012                 | 12          | 0           |
| 2013                 | 11          | 0           |
| 2014                 | 8           | 0           |
| 2015                 | 1           | 0           |
| 通算                 | 87          | 0           |

## タイトル
- ベルギー・プロフェッショナル・フットボール・アワード 最優秀GK賞 : 2008-2009